# Pokoj s vyhlídkou (film)
Pokoj s vyhlídkou (v britském originále A Room with a View) je britský dramatický film z roku 1985. Režisérem filmu je James Ivory. Hlavní role ve filmu ztvárnili Helena Bonham Carter, Julian Sands, Maggie Smith, Denholm Elliott a Daniel Day-Lewis. 
Film získal osm nominací na cenu Oscara, z toho získal tři v kategoriích nejlepší adaptovaný scénář, nejlepší výprava a nejlepší kostýmy. Získal také pět Filmových cen Britské akademie a Zlatý glóbus. Britský filmový institut v roce 1999 umístil film na 73. místo v žebříčku Nejlepších 100 britských filmů 20. století.

## Ocenění
- Oscar, nejlepší adaptovaný scénář
- Oscar, nejlepší výprava
- Oscar, nejlepší kostýmy
- Zlatý glóbus, nejlepší ženský herecký výkon ve vedlejší roli - Maggie Smith
- BAFTA, nejlepší ženský herecký výkon - Maggie Smith
- BAFTA, nejlepší ženský herecký výkon ve vedlejší roli - Judi Dench
- BAFTA, nejlepší kostýmy
- BAFTA, nejlepší film
- BAFTA, nejlepší výprava

Film byl dále nominován na 5 Oscarů, 2 Zlaté glóby a 9 cen BAFTA. Film získal dalších 15 ocenění a 7 nominací. 

## Obsazení
| Helena Bonham Carter | Lucy Honeychurch   |
| Julian Sands         | George Emerson     |
| Maggie Smith         | Charlotte Bartlett |
| Denholm Elliott      | Mr. Emerson        |
| Daniel Day-Lewis     | Cecil Vyse         |
| Simon Callow         | Reverend Beebe     |
| Rosemary Leach       | paní Honeychurch   |
| Rupert Graves        | Freddy Honeychurch |
| Judi Dench           | Eleanor Lavish     |